# برايان روبرتس (لاعب كرة قاعدة)
برايان روبرتس (بالإنجليزية: Brian Roberts)‏ (و. 1977  م) هو لاعب كرة قاعدة، من الولايات المتحدة، ولد في دورهام، كارولاينا الشمالية، يلعب كقاعدي ثاني ‏.

## التعليم
تعلم في جامعة ولاية كارولينا الشمالية في تشابل هيل.

## روابط خارجية
- برايان روبرتس على موقع دوري كرة القاعدة الرئيسي (الإنجليزية)
- برايان روبرتس على موقعبيزبول رفرنس.كوم (الدوري الرئيسي) (الإنجليزية)
- برايان روبرتس على موقعبيزبول رفرنس.كوم (الدوري الثانوي) (الإنجليزية)
- برايان روبرتس على موقع إي إس بي إن.كوم (أم.أل.بي) (الإنجليزية)
- برايان روبرتس على موقع مشجعي الرسوم البيانية (الإنجليزية)